# Break It Down (Keishi Tanakaの曲)
「Break It Down」（ブレイク・イット・ダウン）は、2018年5月30日に発売されたKeishi Tanakaの8枚目のシングルである。

## 概要
- 発売から約1か月後の2018年6月20日にはthe band apartとのスプリットシングル「Break It Down / Falling in Love」として7インチ盤でリリースされた[1]。また当7インチ盤はライブ会場限定で同年6月2日より先行販売が開始された[2]。
- レコーディングには小宮山純平、田口恵人（LUCKY TAPES）、潮田雄一、別所和洋（元Yasei Collective）、CrossYou（RIDDIMATES）、チャンケン（videobrother）、松田"CHABE"岳二が参加している[3]。

## 収録曲

### 音楽配信
全作詞・作曲：Keishi Tanaka
1. Break It Down (4:26)

### 7インチシングル
1. Break It Down / Keishi Tanaka
2. Falling in Love / the band apart
2018年4月4日にCDシングルして発売された。

## リリース一覧
| 発売日        | 形態            | 品番       | レーベル      | 備考         | 脚注  |
| ------------- | --------------- | ---------- | ------------- | ------------ | ----- |
| 2018年5月30日 | 音楽配信        |            | Keishi Tanaka |              | [ 4 ] |
| 2018年6月2日  | 7インチシングル | FLAKES-194 | FLAKE SOUNDS  | 会場先行販売 | [ 1 ] |
| 2018年6月20日 | 7インチシングル | FLAKES-194 | FLAKE SOUNDS  | 一般流通     |       |